# Боктер
Бо́ктер (каз. Бөктер) — станційне селище у складі Конаєвської міської адміністрації Алматинської області Казахстану. Входить до складу Шенгельдинського сільського округу.
Населення — 29 осіб (2021; 25 у 2009, 12 у 1999, 16 у 1989).